# زبوغا
زبوغا هي إحدى القرى اللبنانية من قرى قضاء المتن في محافظة جبل لبنان.

## أعلام
- ناصيف معلوف